# Beg tse
Beg — рід неоцератопсів з раннього крейдового періоду Монголії. Рід містить єдиний вид, Beg tse, відомий за частковим черепом і дуже фрагментарним посткраніальним скелетом, знайденими поблизу містечка Цогт-Овоо, Монголія. Beg представляє найбільш базального неоцератопса з відомих на сьогодні.
Назва таксона походить від дгармапали Бегдзе, який вважався богом війни у монгольській культурі добуддистських часів. Бегдзе часто зображався у важкій броні й складками на тілі, що відсилається до складок на кістках знайденого черепа.

## Палеоекологія
Beg відомий з формації Ulaanoosh на півдні Монголії. У формації також були знайдені завроподи, черепахи та яйця динозаврів, віднесені до Parafaveoloolithus sp..